# Polihimnija
Polihimnija (starogrško starogrško Πολυύμνια, Πολύμνια: Polihímnia, Polímnia) je bila muza resne glasbe v grški mitologiji. Je zelo resna in misleča ženska. Pogosto je predstavljena, kako drži prst na ustnicah, oblečena v dolg plašč s tančico, s komolcem se naslanja na steber. Prinaša slavo pisateljem, katerih dela so nesmrtna, je zaščitnica svetih pesmi in retorike. Včasih je Polihimnija tudi znana kot muza geometrije, kmetijstva in meditacije.
Po njej se imenuje tudi asteroid 33 Polihimnija (Polyhymnia).